# Emil Kaspar Studer

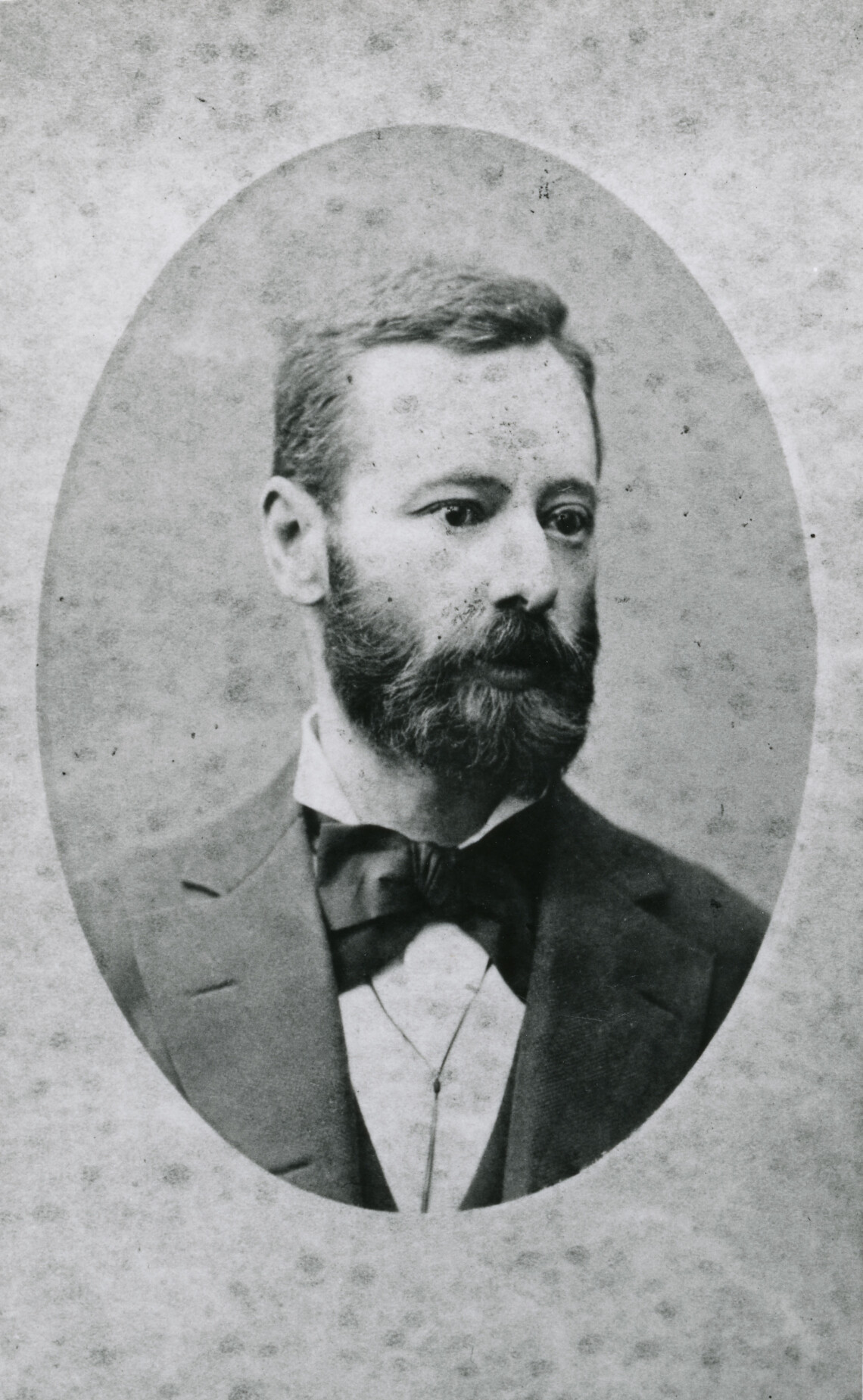
Emil Kaspar Studer

Emil Kaspar Studer (* 4. Dezember 1844 in Winterthur; † 1927) war ein Schweizer Architekt und Professor.

## Leben
Studer kam als Sohn des Winterthurer Lithographie-Pioniers Hans Kaspar Studer zur Welt. Nach der Industrieschule arbeitete er unter der Leitung des damaligen Stadtbaumeisters Karl Wilhelm Bareiss im Bauamt der Stadt Winterthur. Die Maturitätsprüfung holte er neben der Arbeit nach und studierte anschliessend an der ETH Zürich unter dem Professor Gottfried Semper vier Semester Architektur. Im Jahr 1864 wechselte er an die École des Beaux-Arts in Paris und arbeitete im Atelier von Charles-Auguste Questel.
Im Jahr 1868 kehrte er nach Zürich zurück und nahm eine Stelle als Bauführer bei Professor Alfred Friedrich Bluntschli an. Er erhielt um 1874 den Auftrag – zusammen mit dem Stadtbaumeister Joseph Bösch (1839–1922) – das Winterthurer Einwohnerspital zu bauen. Am 15. November 1876 wurde das Einwohnerspital mit 90 Betten eröffnete.
Von 1874 bis 1913 wirkte er als Dozent am Technikum Winterthur, um die Bauabteilung aufzubauen und zu organisieren. Zudem war er von 1883 bis 1887 Direktor des Technikums.